# Kulturális sokk

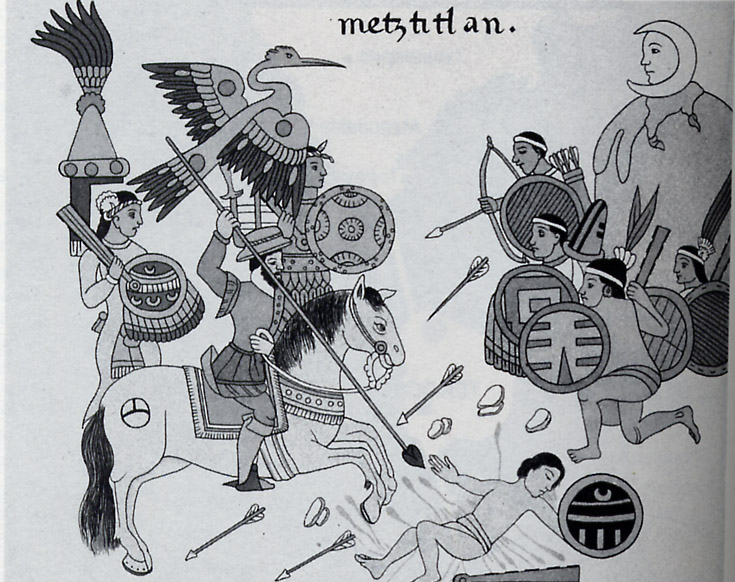
A hódítókkal való találkozás puskákkal és lovakkal megdöbbentette az aztékokat, így azt gondolták, hogy az európaiak a megjósolt keletről érkező istenek

A modell szerint az emberek (1) kezdeti lelkesedésben, majd (2) átmeneti időszakban, azaz kulturális sokkban lesznek. De később az emberek alkalmazkodni kezdenek (3) (a szaggatott vonal azt mutatja, hogy egyesek utálják az új kultúrát). És (4) olyan emberekre utal, akik visszatérnek eredeti közegükbe, és inkább annak régiségeihez vonzódnak

A kulturális sokk kifejezés azokra az érzésekre (aggodalom, meglepetés, tájékozódási zavar, bizonytalanság, zavarodottság) utal, amit az emberek olyankor élnek át, amikor egy teljesen különböző kulturális vagy társadalmi környezetben kell működniük (például egy idegen országban). A kifejezést Kalervo Oberg vezette be 1955-ben, aki a Brazíliában dolgozó számos amerikait vizsgálta, hogyan viszonyulnak az idegen kultúrához. 
A kulturális sokk az interkulturális kommunikáció egyik kutatási területe. Minél nagyobb a kulturális sokk, annál nagyobb a kulturális különbség a született és a választott kultúra között. Amikor idegen kultúrába kerülve megpróbálunk a helyi kultúrához asszimilálódni, azt acculturationnek nevezzük. Mikor beleszületünk egy kultúrába és ösztönösen elsajátítjuk, az pedig idegen szóval enculturation.
Az új kultúrába való beilleszkedés nehézségeiből ered, hogy az ember nem tudja, mi megfelelő és mi nem. Ez gyakran az új vagy különböző kultúra bizonyos nézőpontjai iránt érzett erős (erkölcsi) undorral jár együtt. Néhány kutató szerint ugyanakkor a kulturális sokk pozitív hatásokkal is jár, például javítja az önmotivációt.
Edward T. Hall a kulturális sokk kialakulásának három fajtáját emelte ki :
- A megszokott kapaszkodók elvesztése: tárgyi és társadalmi közösségről van szó, amiben szocializálódtunk. (nyelv, gesztusok, képi szimbólumok, szokások, viselkedési minták)
- A személyközi és társas kommunikáció diszfunkciója: hiába tud valaki az adott nyelven, ha nem érti az üzenetben lévő rejtett szándékot, mert más kulturális háttérrel rendelkezik.
- Identitáskrízis: nem tudja eldönteni, hogy a felé áramló jelzésekből mi a fontos és mi a lényegtelen.

## Forrás
- Malota Erzsébet: Kultúrafogalmak és modellek (1. fejezet), Kulturális sokk és adaptáció (2. fejezet), in:  Malota, Mitev (2013) Kultúrák találkozása, nemzetközi kommunikáció, kultúrsokk, sztereotípiák, Budapest, Alinea
- Malota Erzsébet: Kulturális környezet (5. fejezet), Nemzetközi üzleti gyakorlat, üzleti szokások (6. fejezet) in Rekettye, Tóth, Malota (2015) Nemzetközi Marketing, Budapest, Akadémia kiadó